# Clara Döhring
Clara Döhring (Saalfeld, 13 mars 1899 - Stuttgart, 7 juin 1987) est une femme politique allemande. 